# Stemnítsa
Stemnítsa (Stemnitsa, Hypsous) är en ort i Grekland.   Den ligger i prefekturen Arkadien och regionen Peloponnesos, i den södra delen av landet, 150 km väster om huvudstaden Aten. Stemnítsa ligger 979 meter över havet och antalet invånare är 191.
Terrängen runt Stemnítsa är bergig. Runt Stemnítsa är det mycket glesbefolkat, med 5 invånare per kvadratkilometer. Närmaste större samhälle är Megalópoli, 17,9 km söder om Stemnítsa. 